# Kszemaradźa
Kszemaradźa (trl. Kṣemarāja) – indyjski filozof z XI wieku. Szczególnie zainteresowany tradycjami śiwaizmu kaszmirskiego. Uczeń Abhinawagupty.

## Dzieła
Analizował nurty pratjabhidźńa, spanda, krama. Przypisuje mu się osiemnaście traktatów.